# Jehuda Amichai
Jehuda Amichai (hebrejsky יהודה עמיחי‎, Jehuda Amichaj, rodným jménem Ludwig Pfeuffer; 3. května 1924 Würzburg, Německo – 22. září 2000 Jeruzalém, Izrael) byl izraelsko-německý básník. Je považovaný za nejčtenějšího a nejvýznamnějšího moderního izraelského básníka. Jako jeden z prvních básníků začal ve svých verších používat hovorovou hebrejštinu.

## Biografie
Narodil se jako syn obchodníka. V roce 1936, když mu bylo dvanáct let, se jeho rodina vystěhovala do mandátní Palestiny. Byl členem Palmachu, elitních úderných jednotek židovské podzemní vojenské organizace Hagana. Během druhé světové války bojoval v židovské brigádě britské armády a bojoval i v izraelské válce za nezávislost. Stal se obhájcem míru na Blízkém východě a úzce spolupracoval s palestinskými autory.
Po odchodu z armády studoval biblistiku a hebrejskou literaturu na Hebrejské univerzitě v Jeruzalémě. Po dokončení studií pracoval nejdřív jako učitel a později jako docent hebrejské literatury na univerzitě.
První sbírku poezie vydal v roce 1955 pod názvem Dnes a v jiných dnech (hebrejsky: Achšav u-ve-jamim acherim). Ve svých verších je Amichai spontánnější, ironičtější a méně literární než jiní hebrejští básníci. Za revoluční změny v jazyce poezie mu byla v roce 1982 byla udělena Izraelská cena. Jeho rodné město Würzburg mu v roce 1981 udělilo kulturní cenu města a v roce 2005 po něm pojmenovalo ulici. Byl nositelem mnoha významných cen.
Amichaiovy knihy byly přeloženy do více než čtyřiceti jazyků. V češtině vyšly v překladu hebraistky docentky Jiřiny Šedinové (Svícen v poušti. Praha, Baronet, 1998.)

## Díla
- Nyní a v jiných dnech (1955, Achšav u-ve-jamim acherim - básně)
- Dvě naděje v dálce (1958, Be-merchak štej tikvot - básně)
- Ve veřejné zahradě (1959, Ba-gina ha-ciburit - básně)
- V tomto hrozném větru (1961, Ba-ruach ha-nora'a ha-zot - povídky)
- Cesta do Ninive (1962, Masa le-Ninive - divadelní hra)
- Není z dneška, není odsud (1963, Lo me-achšav, lo mi-kan - román)
- Co se přihodilo Roni v New Yorku (1968, Ma še-kara le-Roni be-Nju Jork - dětská kniha)
- Teď v hluku (1969, Achšav ba-ra’aš)
- A není na zapamatování (1971, Ve-lo al menat lizkor)
- Kdo mě přikryje (1971, Mi jitneni malon - román)
- Za tím vším se skrývá velké štěstí (1974, Me-achorej kol ze mistater ošer gadol - poezie)
- Čas (1977, Zman - poezie)
- Numin tučný chvost (1978, Ha-zanav ha-šamen šel Numa - dětská kniha)
- Velký poklid: otázky a odpovědi (1980, Šalva gdola: še'elot u-tšuvot - poezie)
- Hodina milosti (1982, Ša'at chesed - poezie)
- Z muže jsi a k muži se navrátíš (1985, Me-adam ata ve-el adam tašuv - poezie)
- Velká kniha noci (1988, Sefer ha-lajla ha-gadol - dětská kniha)
- I pěst byla kdysi otevřenou dlaní s prsty (1989, Gam ha-egrof haja pa'am jad ptucha ve-ecbaot - poezie)
- Krajina s otevřenýma očima (1992, Nof galuj ejnajim - poezie)
- Achziv, Caesarea a jedna láska (1996, Achziv, Kejsaria ve-ahava achat)